# Murray Ian Hill Brooker
Murray Ian Hill Brooker ou simplesmente Ian Brooker ( Adelaide, 2 de junho de 1934 ) é um botânico australiano.